# 雋瓏
／雋瓏，位於香港九龍太子道西313號的單幢豪宅，物業樓高共21層（不包括天台），由永義國際發展（以凱雋投資有限公司  為名），永義物業管理管理，於2014年7月發售。

## 簡介
由於物業位於傳統住宅區何文田，及鄰近購物區，開售呎價由$22,000起。物業共高21層，連天台共22層（不設4、13、14樓），其中地庫一及二樓均為停車場，連電單車及傷健人士車位共55個車位。豪華會所位於1樓，其設施包括健身室、游泳池、庭院等。
二樓以上則是住宅，一梯一，二或三伙，一共49個單位，單位由約935至1,813平方呎，頂層特色單位3,694平方呎。
雋瓏屬34校網，小學名校包括聖羅撒學校、陳瑞祺（喇沙）小學等；著名中學則有拔萃男書院、拔萃女書院、香港培正中學等。

## 外部連結
- 官方網頁